# Herman Roosdorp

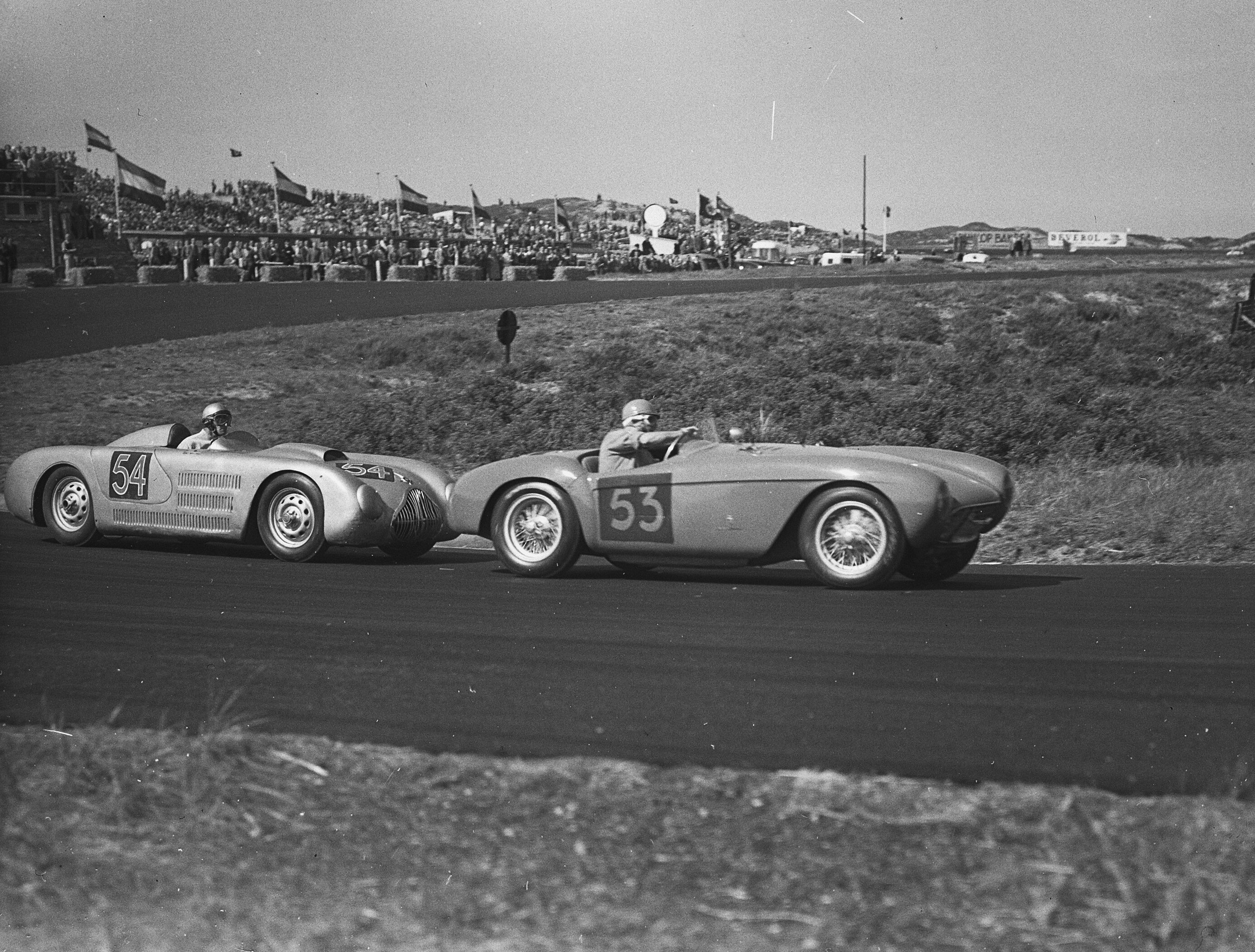
Herman Roosdorp in einem Ferrari 500 Mondial (Startnummer 53) bei einem nationalen Sportwagenrennen in Zandvoort

Herman Roosdorp (* 19. April 1895 in Haarlem; † 1. Januar 1965) war ein belgischer Autorennfahrer niederländischer Herkunft.

## Karriere
Herman Roosdorp wurde in den Niederlanden geboren, lebte allerdings die meiste Zeit seines Lebens im benachbarten Belgien und hatte eine belgische Fahrerlizenz. Im Antwerpener Stadtteil Borgerhout unterhielt er eine Fachwerkstätte für Automobile. Unter anderem verkaufte er Fahrzeuge der Marke Standard Vanguard. Er war der erste Niederländer, der einen Ferrari besaß, 1948 erwarb er einen der ersten ausgelieferten Ferrari 166 MM.
Als Rennfahrer war Roosdorp zwischen 1949 und 1953 aktiv. Sein internationales Debüt gab er beim 24-Stunden-Rennen von Spa-Francorchamps 1949, wo er gemeinsam mit Adolf De Ridder auf seinem Ferrari Gesamtachter wurde. Beim 24-Stunden-Rennen von Spa-Francorchamps gelang ihm auch sein bestes Ergebnis. 1953 zählte dieses Rennen zur Sportwagen-Weltmeisterschaft, das Roosdorp als Partner von Toni Ulmen als Gesamtdritter beendete. Einen weiteren dritten Endrang erreichte er beim 12-Stunden-Rennen von Paris 1950.
Auf ihn geht der Roosdorp-Cup zurück, der bis in die 1960er-Jahre von Journalisten bei nationalen Rennen in Zandvoort vergeben wurde.

## Statistik

### Einzelergebnisse in der Sportwagen-Weltmeisterschaft
| Saison | Team            | Rennwagen     | 1   | 2   | 3   | 4   | 5   | 6   | 7   |
| ------ | --------------- | ------------- | --- | --- | --- | --- | --- | --- | --- |
| 1953   | Herman Roosdorp | Jaguar C-Type | SEB | MIM | LEM | SPA | NÜR | RTT | CAP |
| 1953   | Herman Roosdorp | Jaguar C-Type |     |     |     | 3   | DNF |     |     |